# Interdisziplinärer Forschungsverbund Bahntechnik
Der Interdisziplinärer Forschungsverbund Bahntechnik e. V. (IFV Bahntechnik e. V., Interdisciplinary Railway Research Network) ist ein Verein mit dem Ziel der Förderung der Weiterentwicklung der Bahntechnik sowie der
Verkehrstechnik.
Dies umfasst die Aufgaben Forschungsförderung, Profilbildungen bei den beteiligten Institutionen, fachübergreifende Zusammenarbeit, Kooperation mit Betreibern und bahntechnischer Industrie, Verbreitung und Diskussion von Forschungsergebnissen in Veröffentlichungen und Veranstaltungen.

## Geschichte
Gegründet wurde der IFV Bahntechnik e. V. im Jahr 1995. Die Gründungsinitiative ging von der Technischen Universität Berlin und der Senatsverwaltung des Bundeslandes Berlin aus, mit dem Ziel die Modernisierung der Bahntechnik durch einen interdisziplinär ausgerichteten Forschungsverbund zu fördern. Vereinssitz ist Berlin; der Verein hat einen international unbeschränkten Aktionsradius mit dem geografischen Schwerpunkt deutschsprachiges Europa. Am 18. Dezember 2015 feierte der Verein im Abgeordnetenhaus von Berlin das zwanzigjährige Vereinsjubiläum mit einem Festakt unter der Schirmherrschaft des Parlamentspräsidenten.
Mitglieder des Vereins sind Besteller, Betreiber, Hersteller, Dienstleister, Forschungseinrichtungen, Verbände- und Pressevertreter.

## Organisation
Gemäß der Vereinssatzung (in der Fassung vom 31. Januar 2012) wird der Verein vom Vorstand vertreten. Dem Vereinsvorstand gehören Raphael Pfaff (Fachhochschule Aachen, Lehrgebiet Schienenfahrzeugtechnik) als Vorstandssprecher sowie die Vorstandsmitglieder Mihai Demian (Certified-Consultant), Michael Brandhorst (Photon Meissener Technologies GmbH), Steffen Kürth (Siemens Mobility GmbH) dem Vereinsvorstand an. Als Mitglied im erweiterten Vorstand wurde Rüdiger Wendt (TBG Technisches Gemeinschaftsbüro GmbH) gewählt.
Der bisherige Vorstandssprecher Pedro D. Portella (Bundesanstalt für Materialforschung und -prüfung) bleibt dem Verein als Mitglied im wissenschaftlichen Fachbeirat verbunden. Der frühere Vorstandssprecher  Markus Hecht (Technische Universität Berlin) wurde zum Ehrenmitglied ernannt und zum Sprecher des Fachbeirats des IFV BAHNTECHNIK bestimmt.
Die Vereinsorgane werden von einem mit rund 30 Experten besetzten Fachbeirat beraten, der sich aus drei Teilbeiräten zusammensetzt:
- Wissenschaftlicher Beirat
- Politisch-Gesellschaftlicher Beirat
- Wirtschafts-Beirat.[2]

Der Verein organisiert ein umfangreiches Kompetenz-Netzwerk zu mehr als 25 Fachbereichen der Bahn- und Verkehrstechnik.
Die Bundesgeschäftsstelle des Vereins hat ihren Sitz in Berlin – auf dem Gelände der Technischen Universität Berlin am Salzufer.

## Tätigkeit
Der IFV Bahntechnik ist ein unabhängiges Netzwerk mit etwa 10.800 Mitgliedern, Partnern und Förderern weltweit (Stand: Mai 2013).
Zu den rd. 25 von den Arbeitsgruppen (Kompetenznetzen) des Vereins inhaltlich bearbeiteten Themenfeldern gehören:
- Bahn-AERODYNAMIK RAIL-AERODYNAMICS (Internationale Fachtagung - in englischer Sprache)
- Bahn-AKUSTIK (Rail-noise, sonRAIL, Bahnakustik-Seminar an der Technischen Universität Berlin)
- Bahn-BETRIEB
- Bahn-BRANDSCHUTZ (fire safety)
- Bahn-INSTAND-HALTUNG
- Bahn-FORSCHUNG (Forschungs-Fördermittel)
- Bahn-INNENRAUM-TECHNIK (Interior Design, Safe Interiors)
- Bahn-KLIMATECHNIK (BAHN-KLIMATECHNIK (HVAC))
- Bahn-MANAGEMENT (Strateg. Management)
- Bahn-PRM (Barrierefreie Mobilität für People with Reduced Mobility)
- Bahn-SICHERHEIT (Passive Safety etc.)
- Bahn-Informations-Technologie (RAIL-IT, Informations-Technologie im Verkehrswesen: Software, Hardware, Schnittstellen, Telematik)
- Bahn-WERKSTOFFE und MATERIAL-EFFIZIENZ
- Bahntechnische ZULASSUNG für Schienen-Fahrzeuge (TSI)
- Bahntechnische ZULASSUNG für Bahn-Infrastruktur (TSI)
- ENERGIE-Effizienz und EMISSIONS-Reduzierung
- GESAMT-SYSTEM BAHNVERKEHR (urbane, regionale, nationale und internationale Aspekte von Mobilität)
- INNOVATIONS-MANAGEMENT im Sektor Bahn- und Verkehrstechnik
- LEIT- und SICHERUNGS-TECHNIK
- Schienen-FAHRWEGE
- Schienen-FAHRZEUGE (Rolling stock)
- Schienen-GÜTER-VERKEHR
- Schienen-PERSONENVERKEHR
- STRASSEN-BAHNEN sowie U-BAHNEN
- QUALITÄT [IRIS-Certification, Qualitäts-Management]
- VERKEHRS-POLITIK (ÖPV, SPNV)
- BAHNÜBERGÄNGE
- HALTESTELLEN, BAHNHÖFE

### Forschungsprojekte (Auswahl)
- LEILA-DG: Leichtes und Lärmarmes Güterwagen-Drehgestell
- SicherReisen: Passive Sicherheit der Reisenden und des Personals in Eisenbahnfahrzeugen
- sonRAIL: Eisenbahnlärmberechnungsmodell (im Auftrag der Schweizerischen Bundesverwaltung)
- Zahlreiche Projekte im Rahmen von ZIM[3] (Zentrales Innovations Programm Mittelstand) des Bundesministeriums für Wirtschaft und Technologie[4]

### Öffentliche Fachtagungen und Tagungsdokumentationen in Buchform
- PASSIVE SAFETY of RAIL VEHICLES 2015. 10. internationales Fachsymposium Passive Sicherheit, Crashsicherheit, Interior Design, Berlin, 7. – 8. Mai 2015, ISBN 978-3-940727-48-0.
- FIRE SAFETY in RAILWAY SYSTEMS 2015. 7. internationales Fachsymposium zum Thema Bahn-Brandschutz, Wien, 26.–27. März 2015; ISBN 978-3-940727-47-3.
- BAHN-KLIMATECHNIK – HVAC 2013: 2. Expertentagung zum Thema Bahn-Klimatechnik, München, 17. – 18. Dezember 2013 / IFV-Bahntechnik; ISBN 978-3-940727-40-4.
- FIRE SAFETY 2013: 6. internationale Expertentagung zum Thema Bahn-Brandschutz, Rostock, 25. – 27. September 2013 / IFV-Bahntechnik; ISBN 978-3-940727-39-8 Inhaltsverzeichnis (PDF; 351 kB)
- PASSIVE SAFETY – Passive Safety of Rail Vehicles 2013 : 9. Fachsymposium zum Thema Passive Sicherheit bei Schienenfahrzeugen, Berlin, 21. – 22. Februar 2013 / TU Berlin ; IFV-Bahntechnik.[5];  Inhaltsverzeichnis
- STRASSENBAHN-SYMPOSIUM 2013[6]; Inhaltsverzeichnis
- Bahn-PRM[7]; Inhaltsverzeichnis
- Bahn-PRM 2015
- Fahrzeugtechnik Schienenfahrzeuge
- Bahn-Infrastruktur, Fahrwegebau, Feste Fahrbahn
- Steuerungstechnik ETCS
- Bahn-Akustik-Seminar (in Kooperation mit der Technischen Universität Berlin)
- Bahn-Brandschutz (Titelverzeichnis der Deutschen Nationalbibliothek http://d-nb.info/1042633355)
- Bahntechnische Zulassung (Interoperabilität / Technische Spezifikationen Interoperabilität (TSI))
- RAIL-QUALITY Qualitätsmanagement im Bahnwesen (IRIS-Certification)
- Bahn-Klimatechnik
- RAIL-IT (Bahn-Software, Bahn-Hardware, Schnittstellen, Telematik)
- RAIL-AERODYNAMICS
- RAIL-NOISE (5. internationales Fachsymposium, Berlin, 18. – 19. Februar 2016)
- Symposium MODERNER SCHIENENGÜTERVERKEHR
- International Symposium on Passive Safety for Rail Vehicles Passive Sicherheit[8]
- BAHNTECHNIK SYMPOSIUM BERLIN (BSB 2011 – unter Schirmherrschaft von Bundesverkehrsminister Peter Ramsauer)

### Publikationen
Der IFV Bahntechnik e. V. gibt die Schriftenreihe BAHNTECHNIK AKTUELL heraus, die derzeit 58 Fachbücher umfasst (Stand Februar 2016). bzw. das Gesamtverzeichnis der Schriftenreihe BAHNTECHNIK AKTUELL: Schriftenverzeichnis: www.ifv-bahntechnik.de/gesamtverzeichnis.pdf